# Scapania evansii
Scapania evansii là một loài rêu trong họ Scapaniaceae. Loài này được Bryhn mô tả khoa học đầu tiên năm 1901.
Danh pháp khoa học của loài này chưa được làm sáng tỏ. 